# Józef Wojtukiewicz
Józef Wojtukiewicz (ur. 25 marca?/7 kwietnia 1901 w Grodnie, zm. 10 maja 1989 w Gietrzwałdzie) – ksiądz katolicki, inicjator utworzenia Instytutu Katolickiego w Częstochowie, a następnie szkoły katechetycznej w Gietrzwałdzie.

## Życiorys
Był najmłodszym z pięciorga dzieci, rodzicom zawdzięczał głębokie wychowanie religijne. W 1917 rozpoczął studia w seminarium duchownym w Piotrogrodzie, następnie (1918) w Łucko-Żytomierskim Seminarium Duchownym (które w tym okresie kilkakrotnie zmieniało siedzibę – Łuck, Ołyka, Gniezno). Ukończył seminarium w Gnieźnie w 1922, po czym za zgodą biskupa Ignacego Dubowskiego (zwierzchnika diecezji łuckiej i żytomierskiej) podjął studia na KUL, zakończone w 1924 licencjatem z teologii. W 1924 przyjął kolejno święcenia subdiakonatu, diakonatu i wreszcie 13 lipca kapłaństwa. W 1926 uzyskał doktorat z teologii na Wydziale Teologicznym Instytutu Katolickiego w Tuluzie (Francja, na podstawie pracy Rola analogii w naturalnym poznaniu Boga).
W 1926 został mianowany przez biskupa Adolfa Szelążka profesorem w Łuckim Seminarium Duchownym, wykładał filozofię. Prowadził także działalność edukacyjną poza seminarium – organizował spotkania z młodzieżą internatową (tzw. Zytanki), odczyty z przezroczami dla ludności, odczyty dyskusyjne dla inteligencji. Głosił kazania kładące nacisk na problem życia ascetycznego, współpracował z domami zakonnymi w Grodnie (zwłaszcza z siostrami nazaretankami, poprzez konferencje ascetyczne i rekolekcje). Po serii podróży naukowych (w Rzymie był słuchaczem Athenaeum Angelicum, także Mediolan, Fryburg, Lozanna, Londyn, Oksford) poszerzył zakres wykładów w seminarium w Łucku o teologię dogmatyczną i ascetykę. W 1933 nawiązał współpracę z zakładem dla sierot w Grodnie i jego kierowniczką, benedyktynką matką Gertrudą (Adelą Stefanowicz).
Bliższą współpracę z Adelą Stefanowicz ks. Wojtukiewicz prowadził po przeniesieniu do Wilna w 1937. Wspólnie redagowali dwumiesięcznik "Ku Szczytom" (1937–1939), w październiku 1938 powołali do życia Katolicki Związek Wychowawczy (zatwierdzony przez władze kościelne i państwowe), przy którym Wojtukiewicz pełnił funkcję generalnego asystenta kościelnego. W statucie jako zadanie Związku określili wypracowanie metod katolickiego wychowania. Na życzenie Ministerstwa Wyznań Religijnych i Oświecenia Publicznego Wojtukiewicz opracowywał recenzje podręczników do religii dla szkół podstawowych. W okresie wojny uczestniczył w tajnym nauczaniu, prowadząc zajęcia z dogmatyki, etyki, liturgiki, historii Kościoła oraz nauki społecznej Kościoła na podstawie encyklik Rerum novarum i Quadragesimo anno.
W lutym 1945 opuścił Wilno (razem z Adelą Stefanowicz) i udał się do Częstochowy. Przedstawił kardynałom Hlondowi i Sapieże projekt powołania Instytutu Katolickiego, szybko podchwycony przez biskupa częstochowskiego Teodora Kubinę. 28 września 1945 biskup Kubina erygował Instytut Katolicki w Częstochowie, z zadaniami kształcenia katechetów, katolickich wychowawców oraz stworzenia możliwości pogłębiania wiedzy katolickiej osobom świeckim. Latem 1946 Wojtukiewicz zorganizował w Częstochowie Ogólnopolski Kurs Katechetyczny. Został mianowany diecezjalnym wizytatorem nauki religii. Od maja 1947 ks. Wojtukiewicz kierował Instytutem Katolickim w jego nowej siedzibie – Wrocławiu. Tam kontynuował organizowanie kursów katechetycznych (1947 Wrocław i Lublin, 1948 Wrocław).
Po utworzeniu przez nowego zwierzchnika archidiecezji wrocławskiej arcybiskupa Kominka Katolickiego Instytutu Naukowego (o zadaniach zbliżonych do Instytutu Katolickiego) Wojtukiewicz starał się o przeniesienie dotychczasowego ośrodka na inne ziemie. W 1958 zainicjował działalność na Warmii, w Gietrzwałdzie, pod nazwą Ośrodek Katechetyczny, działający przy Kurii Biskupiej w Olsztynie. Rektor Wojtukiewicz nadzorował jego pracę oraz prowadził wykłady (otrzymując w międzyczasie nominację profesorską) do przejścia w stan spoczynku w 1974; został uhonorowany godnościami papieskiego tajnego szambelana (1959) i prałata domowego (1963). Autor wielu prac teologicznych.